# Templo de Augusto (Pula)
El templo de Augusto (en croata:Augustov hram) es un templo romano conservado en la ciudad de Pula, en Croacia (conocido en tiempos de los romanos como Pola). 

## Historia
Dedicado al primer emperador romano, Augusto, se construyó probablemente durante la vida del emperador, entre el año 2 a. C. y el 14 d. C. Se levanta sobre un podio, con un pórtico tetrástilo con columnas corintias que miden alrededor de 8 m por 17,3 m. El friso, ricamente decorado, es similar al de la Maison Carrée en Nimes, Francia.

La dedicatoria del templo consistía originalmente, en unas letras de bronce adjuntadas al pórtico, de las que sólo quedan los agujeros en la piedra que las sostenían y una parte del texto. Constaba de una dedicatoria estándar encontrada también, en otros templos dedicados a Augusto: 

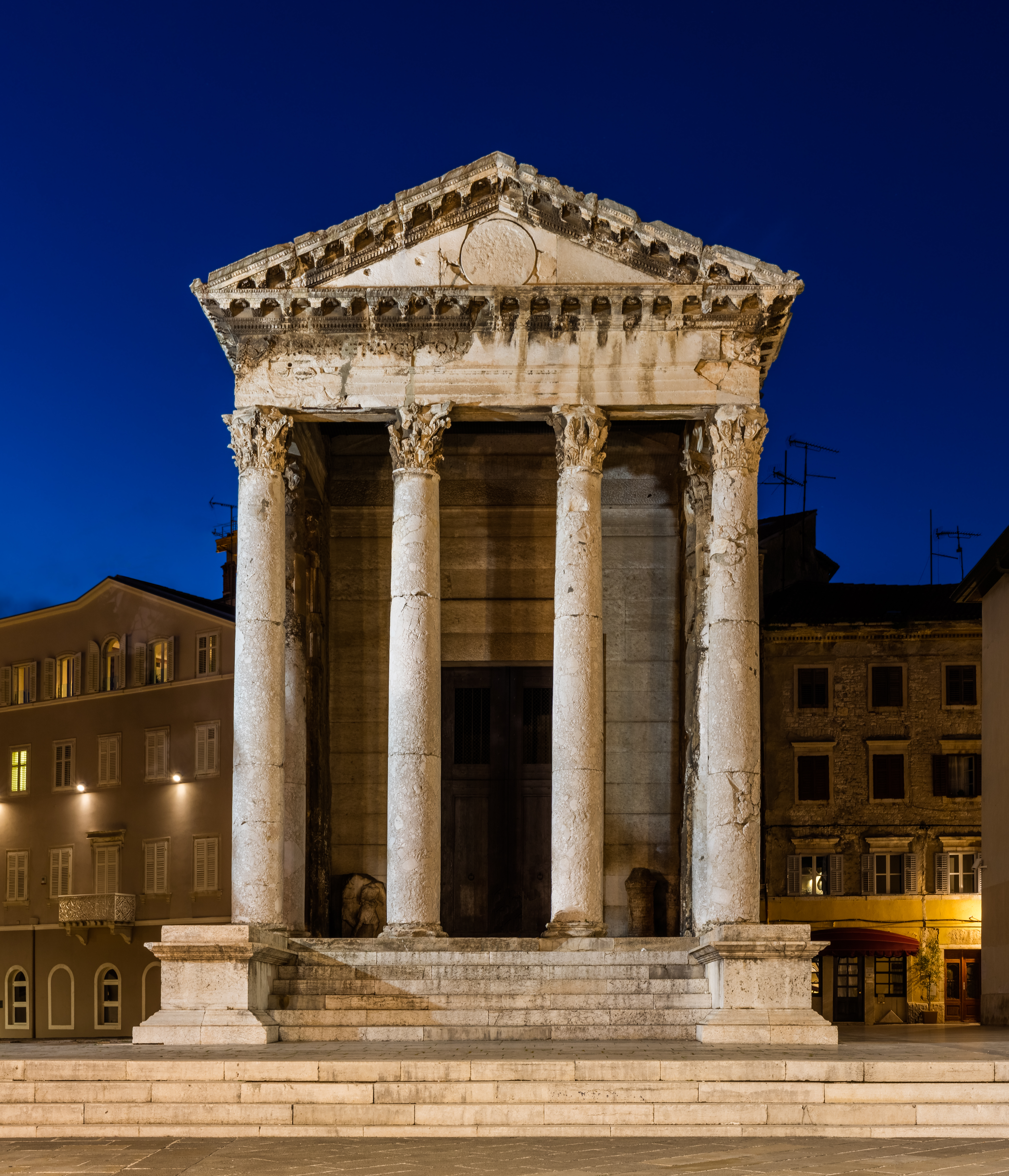
Vista frontal del templo de Augusto en Pula, Croacia.

ROMAE · ET · AUGUSTO · CAESARI · DIVI · F · PATRI · PATRIAE 
Roma y Augusto César, hijo de la divinidad, padre de la patria 
Esto indica que el templo estaba codedicado a la diosa Roma, personificación de la ciudad o estado de Roma. A diferencia de otros templos posteriores, como el Templo de Divus Augusto en Roma, este no estaba dedicado a divus (el deificado) Augusto, un título sólo dado al emperador después de su muerte. Este hecho junto al estilo arquitectónico del templo ha permitido a los arqueólogos datarlo en el periodo tardío del gobierno de Augusto, anterior a su muerte en el año 14 d. C.
El templo formaba parte de una tríada compuesta por tres templos. El de Augusto, se situaba en el lado izquierdo del templo central, y el de la diosa Diana se ubicaba en el otro lado del templo principal. Aunque el templo central, más grande no ha sobrevivido, toda la parte posterior del Templo de Diana es claramente visible debido a que fue incorporada al Palacio Comunal, construido en 1296. 
Durante el Imperio bizantino el templo fue convertido en iglesia, lo que permitió su supervivencia hasta los tiempos modernos, más tarde fue utilizado como granero. Durante la Segunda Guerra Mundial fue dañado seriamente, durante un bombardeo aéreo de los aliados en el año 1944, siendo reconstruido en 1947. Actualmente es utilizado como lapidario para mostrar elementos de la escultura romana.

## Galería de imágenes

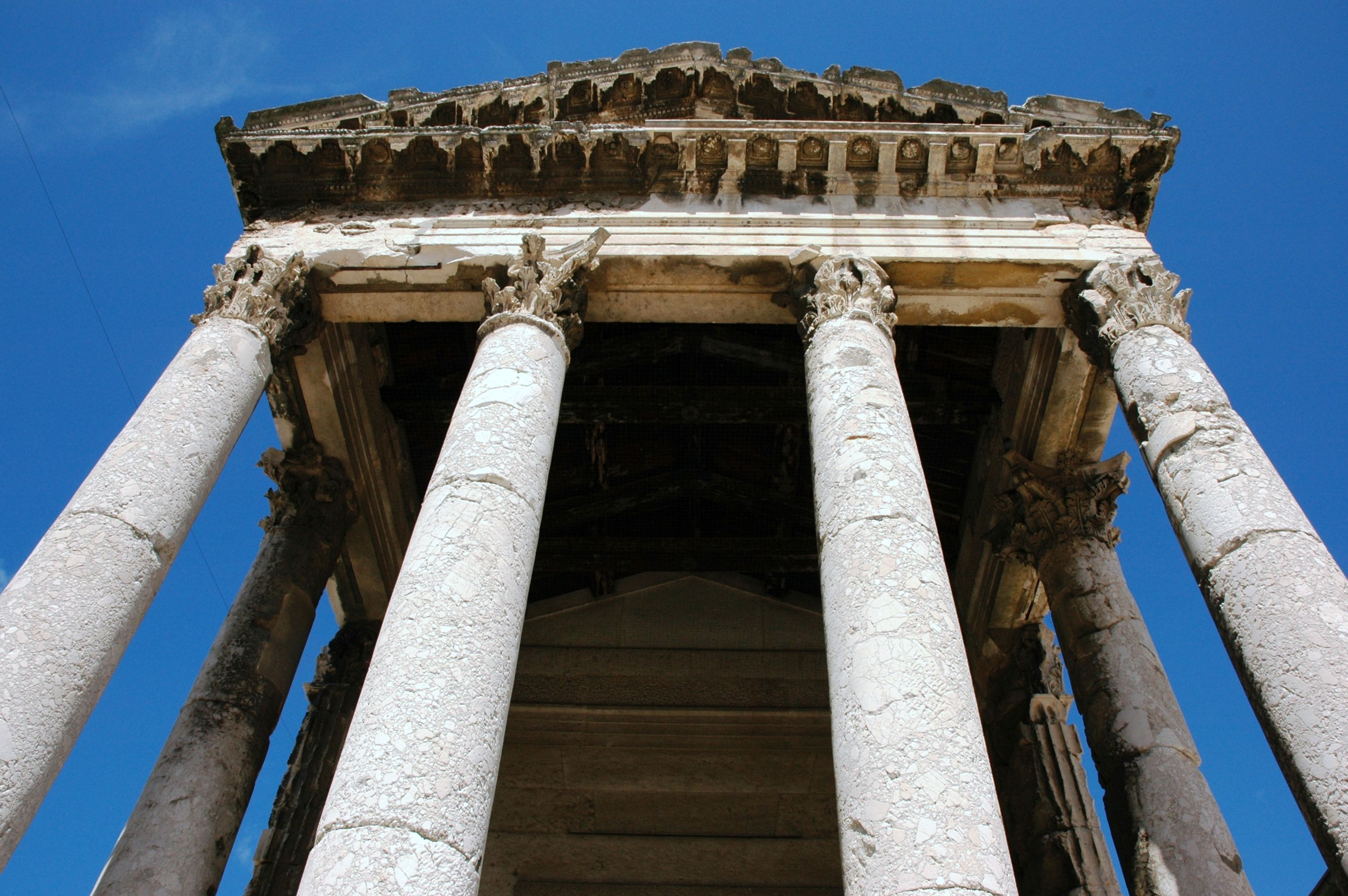
Detalle del pórtico del templo.
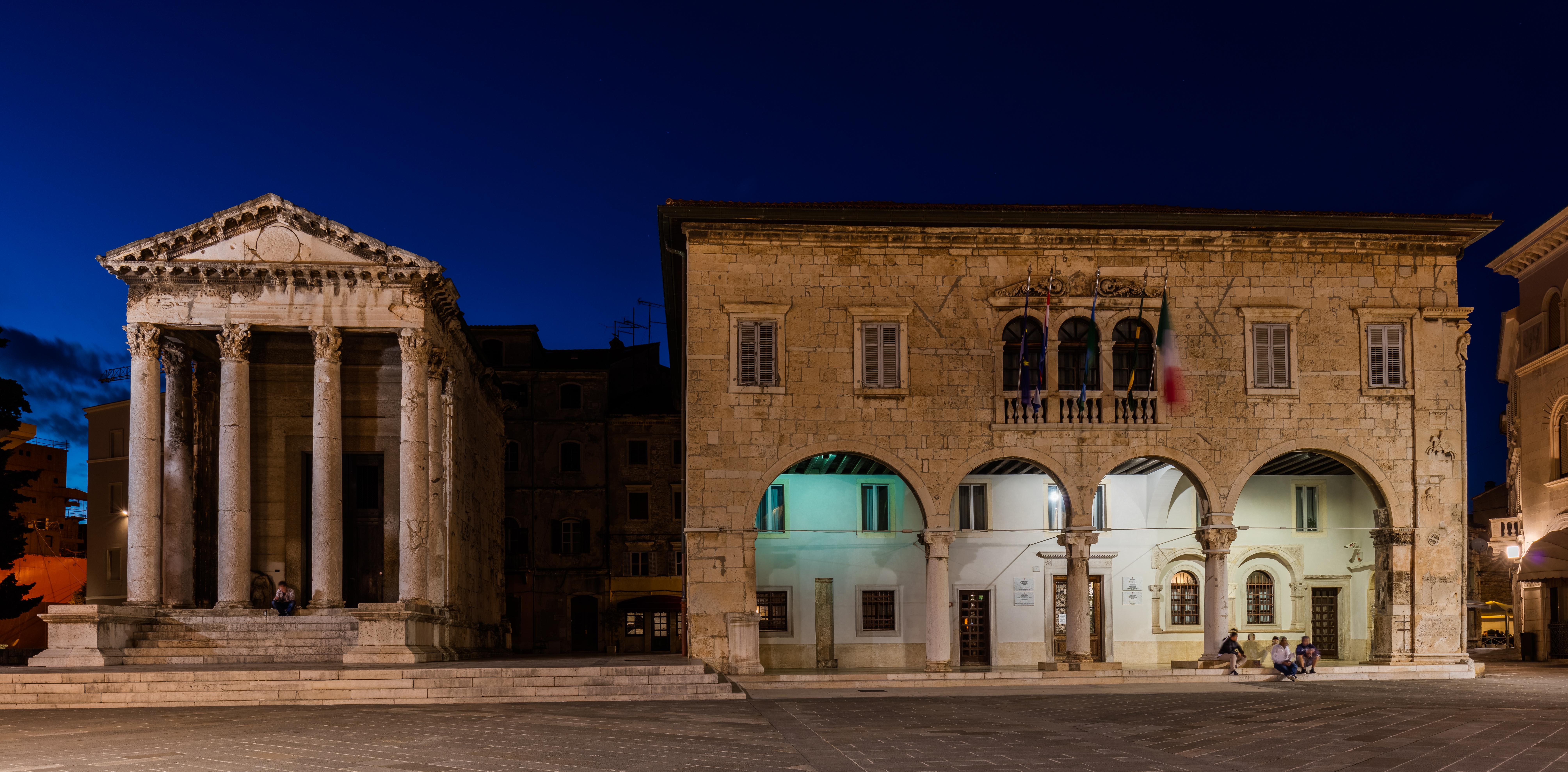
Templo de Augusto y ayuntamiento.
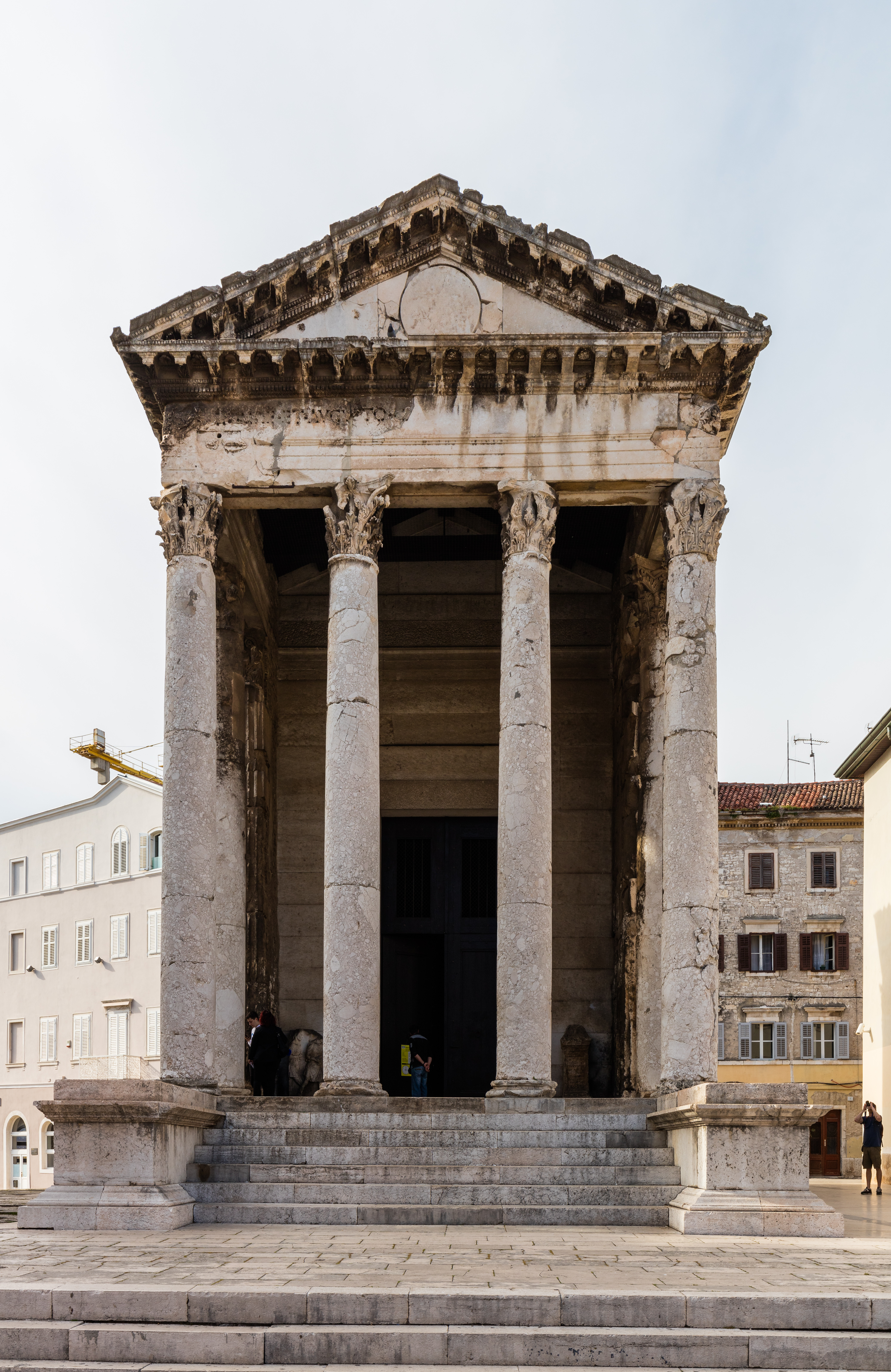
Vista frontal.